# Lisa Carlsen
Lisa Ann Carlsen (Toronto, 17 de febrero de 1965) es una jinete canadiense que compitió en la modalidad de salto ecuestre. Ganó una medalla de oro en los Juegos Panamericanos de 1987, en la prueba por equipos.»]. Pág. de la FEI (en inglés).</ref>

## Palmarés internacional
| Juegos Panamericanos | Juegos Panamericanos          | Juegos Panamericanos | Juegos Panamericanos |
| Año                  | Lugar                         | Medalla              | Categoría            |
| -------------------- | ----------------------------- | -------------------- | -------------------- |
| 1987                 | Indianápolis (Estados Unidos) | Medalla de oro       | Por equipos          |